# Ragnhild Kristensen
Ragnhild Kristensen, norsk orienterare som tog brons i stafett vid VM 1966.